# Ardisia merjimah
Ardisia merjimah är en viveväxtart som beskrevs av Benjamin Clemens Masterman Stone. Ardisia merjimah ingår i släktet Ardisia och familjen viveväxter. Inga underarter finns listade i Catalogue of Life.